# 原田真利
原田 真利（はらだ まり、1988年9月28日 - ）は、日本の元女子プロレスラー。身長153cm、体重60kg、東京都江戸川区出身。

## 経歴
- 2007年11月18日、センダイガールズプロレスリングZepp Sendai大会の対コマンド・ボリショイ戦でデビュー。
- 2008年1月、体調を崩して欠場。
- 2月24日、センダイガールズを退団。

## 入場曲
- パイナップルロマンス（渡辺美里）